# 6 Heures de Watkins Glen 2024
Navigation
Édition précédente Édition suivante
La 73e édition des 6 Heures de Watkins Glen se déroule du 20 juin 2024 au 23 juin 2024. Il s'agit de la sixième manche du championnat WeatherTech SportsCar Championship 2023 et de la troisième manche de la mini série Michelin Endurance Cup (ou MEC).

## Circuit
Le Watkins Glen International (surnommé « The Glen ») est un circuit automobile situé près de Watkins Glen, dans l'État de New York aux États-Unis, à la pointe sud du Lac Seneca.

## Course

### Classement de la course
Voici le classement final au terme de la course.
- Les vainqueurs de chaque catégorie sont signalés par un fond jauni.
- Pour la colonne Pneus, il faut passer le curseur au-dessus du modèle pour connaître le manufacturier de pneumatiques.

| Pos     | Classe  | no  | Écurie                                       | Pilotes                                                | Châssis                                 | Tours | Temps                |
| Pos     | Classe  | no  | Écurie                                       | Pilotes                                                | Moteur                                  | Tours | Temps                |
| ------- | ------- | --- | -------------------------------------------- | ------------------------------------------------------ | --------------------------------------- | ----- | -------------------- |
| 1       | GTP     | 7   | Porsche Penske Motorsport                    | Dane Cameron Felipe Nasr                               | Porsche 963                             | 148   | 6 h 01 min 10 s 521‡ |
| 1       | GTP     | 7   | Porsche Penske Motorsport                    | Dane Cameron Felipe Nasr                               | Porsche 9RD 4,6 L V8 Twin-Turbo         | 148   | 6 h 01 min 10 s 521‡ |
| 2       | GTP     | 01  | Cadillac Racing                              | Sébastien Bourdais Renger van der Zande                | Cadillac V-Series.R                     | 148   | + 0 s 749            |
| 2       | GTP     | 01  | Cadillac Racing                              | Sébastien Bourdais Renger van der Zande                | Cadillac LMC55R 5,5 L V8 Atmo           | 148   | + 0 s 749            |
| 3       | GTP     | 6   | Porsche Penske Motorsport                    | Mathieu Jaminet Nick Tandy                             | Porsche 963                             | 148   | + 2 s 819            |
| 3       | GTP     | 6   | Porsche Penske Motorsport                    | Mathieu Jaminet Nick Tandy                             | Porsche 9RD 4,6 L V8 Twin-Turbo         | 148   | + 2 s 819            |
| 4       | GTP     | 40  | Wayne Taylor Racing avec Andretti            | Louis Delétraz Jordan Taylor                           | Acura ARX-06                            | 148   | + 22 s 455           |
| 4       | GTP     | 40  | Wayne Taylor Racing avec Andretti            | Louis Delétraz Jordan Taylor                           | Acura AR24e 2,4 L V6 Twin-Turbo         | 148   | + 22 s 455           |
| 5       | GTP     | 24  | BMW M Team RLL                               | Philipp Eng Jesse Krohn                                | BMW M Hybrid V8                         | 148   | + 22 s 924           |
| 5       | GTP     | 24  | BMW M Team RLL                               | Philipp Eng Jesse Krohn                                | BMW P66/3 4,0 L V8 Twin-Turbo           | 148   | + 22 s 924           |
| 6       | GTP     | 25  | BMW M Team RLL                               | Connor De Phillippi Nick Yelloly                       | BMW M Hybrid V8                         | 148   | + 23 s 820           |
| 6       | GTP     | 25  | BMW M Team RLL                               | Connor De Phillippi Nick Yelloly                       | BMW P66/3 4,0 L V8 Twin-Turbo           | 148   | + 23 s 820           |
| 7       | GTP     | 5   | Proton Competition Mustang Sampling          | Gianmaria Bruni Bent Viscaal                           | Porsche 963                             | 147   | + 1 Tour             |
| 7       | GTP     | 5   | Proton Competition Mustang Sampling          | Gianmaria Bruni Bent Viscaal                           | Porsche 9RD 4,6 L V8 Twin-Turbo         | 147   | + 1 Tour             |
| 8       | GTP     | 31  | Whelen Cadillac Racing                       | Jack Aitken Tom Blomqvist Pipo Derani                  | Cadillac V-Series.R                     | 147   | + 1 Tour             |
| 8       | GTP     | 31  | Whelen Cadillac Racing                       | Jack Aitken Tom Blomqvist Pipo Derani                  | Cadillac LMC55R 5,5 L V8 Atmo           | 147   | + 1 Tour             |
| 9       | LMP2    | 88  | Richard Mille AF Corse                       | Nicklas Nielsen Luis Pérez Companc Lilou Wadoux        | Oreca 07                                | 147   | + 1 Tour‡            |
| 9       | LMP2    | 88  | Richard Mille AF Corse                       | Nicklas Nielsen Luis Pérez Companc Lilou Wadoux        | Gibson GK428 4,2 L V8 Atmo              | 147   | + 1 Tour‡            |
| 10      | LMP2    | 74  | Riley                                        | Josh Burdon (en) Felipe Fraga Gar Robinson             | Oreca 07                                | 147   | + 1 Tour             |
| 10      | LMP2    | 74  | Riley                                        | Josh Burdon (en) Felipe Fraga Gar Robinson             | Gibson GK428 4,2 L V8 Atmo              | 147   | + 1 Tour             |
| 11      | LMP2    | 52  | Inter Europol par PR1 Mathiasen Motorsports  | Nick Boulle Tom Dillmann Jakub Śmiechowski             | Oreca 07                                | 146   | + 2 Tours            |
| 11      | LMP2    | 52  | Inter Europol par PR1 Mathiasen Motorsports  | Nick Boulle Tom Dillmann Jakub Śmiechowski             | Gibson GK428 4,2 L V8 Atmo              | 146   | + 2 Tours            |
| 12      | LMP2    | 20  | MDK par High Class Racing                    | Dennis Andersen Scott Huffaker (en) Seth Lucas (en)    | Oreca 07                                | 146   | + 2 Tours            |
| 12      | LMP2    | 20  | MDK par High Class Racing                    | Dennis Andersen Scott Huffaker (en) Seth Lucas (en)    | Gibson GK428 4,2 L V8 Atmo              | 146   | + 2 Tours            |
| 13      | LMP2    | 22  | United Autosports États-Unis                 | Paul di Resta Bijoy Garg (en) Dan Goldburg             | Oreca 07                                | 146   | + 2 Tours            |
| 13      | LMP2    | 22  | United Autosports États-Unis                 | Paul di Resta Bijoy Garg (en) Dan Goldburg             | Gibson GK428 4,2 L V8 Atmo              | 146   | + 2 Tours            |
| 14      | LMP2    | 8   | Tower Motorsports                            | Michael Dinan (en) Charlie Eastwood John Farano        | Oreca 07                                | 146   | + 2 Tours            |
| 14      | LMP2    | 8   | Tower Motorsports                            | Michael Dinan (en) Charlie Eastwood John Farano        | Gibson GK428 4,2 L V8 Atmo              | 146   | + 2 Tours            |
| 15      | LMP2    | 99  | AO Racing                                    | Matthew Brabham Paul-Loup Chatin P. J. Hyett (en)      | Oreca 07                                | 146   | + 2 Tours            |
| 15      | LMP2    | 99  | AO Racing                                    | Matthew Brabham Paul-Loup Chatin P. J. Hyett (en)      | Gibson GK428 4,2 L V8 Atmo              | 146   | + 2 Tours            |
| 16      | LMP2    | 2   | United Autosports États-Unis                 | Ben Hanley Ben Keating Nico Pino                       | Oreca 07                                | 146   | + 2 Tours            |
| 16      | LMP2    | 2   | United Autosports États-Unis                 | Ben Hanley Ben Keating Nico Pino                       | Gibson GK428 4,2 L V8 Atmo              | 146   | + 2 Tours            |
| 17      | GTP     | 85  | JDC-Miller MotorSports                       | Phil Hanson Tijmen van der Helm Richard Westbrook      | Porsche 963                             | 146   | + 2 Tours            |
| 17      | GTP     | 85  | JDC-Miller MotorSports                       | Phil Hanson Tijmen van der Helm Richard Westbrook      | Porsche 9RD 4,6 L V8 Twin-Turbo         | 146   | + 2 Tours            |
| 18      | GTD Pro | 23  | Heart of Racing Team                         | Ross Gunn (en) Alex Riberas                            | Aston Martin Vantage AMR GT3 Evo        | 139   | + 9 Tours‡           |
| 18      | GTD Pro | 23  | Heart of Racing Team                         | Ross Gunn (en) Alex Riberas                            | Aston Martin M177 4,0 L V8 Turbo        | 139   | + 9 Tours‡           |
| 19      | GTD Pro | 9   | Pfaff Motorsports                            | Oliver Jarvis Marvin Kirchhöfer                        | McLaren 720S GT3 Evo                    | 139   | + 9 Tours            |
| 19      | GTD Pro | 9   | Pfaff Motorsports                            | Oliver Jarvis Marvin Kirchhöfer                        | McLaren M840T 4,0 l V8 Twin-Turbo       | 139   | + 9 Tours            |
| 20      | GTD Pro | 3   | Corvette Racing par Pratt Miller Motorsports | Antonio García Alexander Sims                          | Corvette Z06 GT3.R                      | 139   | + 9 Tours            |
| 20      | GTD Pro | 3   | Corvette Racing par Pratt Miller Motorsports | Antonio García Alexander Sims                          | Chevrolet LT6 5,5 L V8 Atmo             | 139   | + 9 Tours            |
| 21      | GTD Pro | 14  | Vasser Sullivan                              | Ben Barnicoat Jack Hawksworth                          | Lexus RC F GT3                          | 139   | + 9 Tours            |
| 21      | GTD Pro | 14  | Vasser Sullivan                              | Ben Barnicoat Jack Hawksworth                          | Toyota 2UR-GSE 5,0 L V8 Atmo            | 139   | + 9 Tours            |
| 22      | GTD Pro | 64  | Ford Multimatic Motorsports                  | Mike Rockenfeller Harry Tincknell                      | Ford Mustang GT3                        | 139   | + 9 Tours            |
| 22      | GTD Pro | 64  | Ford Multimatic Motorsports                  | Mike Rockenfeller Harry Tincknell                      | Ford Coyote 5,4 L V8 Atmo               | 139   | + 9 Tours            |
| 23      | GTD Pro | 77  | AO Racing                                    | Laurin Heinrich (en) Sebastian Priaulx (en)            | Porsche 911 GT3 R                       | 139   | + 9 Tours            |
| 23      | GTD Pro | 77  | AO Racing                                    | Laurin Heinrich (en) Sebastian Priaulx (en)            | Porsche M97/80 4,2 L Flat Six Atmo      | 139   | + 9 Tours            |
| 24      | GTD     | 57  | Winward Racing                               | Indy Dontje (en) Philip Ellis (en) Russell Ward (en)   | Mercedes-AMG GT3 Evo                    | 139   | + 9 Tours            |
| 24      | GTD     | 57  | Winward Racing                               | Indy Dontje (en) Philip Ellis (en) Russell Ward (en)   | Mercedes-Benz M159 6,2 L V8 Atmo        | 139   | + 9 Tours            |
| 25      | GTD     | 34  | Conquest Racing                              | Albert Costa Manny Franco Cédric Sbirrazzuoli          | Ferrari 296 GT3                         | 139   | + 9 Tours            |
| 25      | GTD     | 34  | Conquest Racing                              | Albert Costa Manny Franco Cédric Sbirrazzuoli          | Ferrari F163 3,0 L V6 Turbo             | 139   | + 9 Tours            |
| 26      | GTD     | 44  | Magnus Racing                                | Andy Lally John Potter Spencer Pumpelly                | Aston Martin Vantage AMR GT3 Evo        | 139   | + 9 Tours            |
| 26      | GTD     | 44  | Magnus Racing                                | Andy Lally John Potter Spencer Pumpelly                | Aston Martin M177 4,0 L V8 Turbo        | 139   | + 9 Tours            |
| 27      | GTD     | 12  | Vasser Sullivan                              | Frankie Montecalvo Aaron Telitz Parker Thompson (en)   | Lexus RC F GT3                          | 139   | + 9 Tours            |
| 27      | GTD     | 12  | Vasser Sullivan                              | Frankie Montecalvo Aaron Telitz Parker Thompson (en)   | Toyota 2UR-GSE 5,0 L V8 Atmo            | 139   | + 9 Tours            |
| 28      | GTD     | 96  | Turner Motorsport                            | Robby Foley Patrick Gallagher (en) Jake Walker (en)    | BMW M4 GT3                              | 139   | + 9 Tours            |
| 28      | GTD     | 96  | Turner Motorsport                            | Robby Foley Patrick Gallagher (en) Jake Walker (en)    | BMW S58B30T0 3,0 L i6 M TwinPower Turbo | 139   | + 9 Tours            |
| 29      | GTD     | 21  | AF Corse                                     | François Hériau Simon Mann Miguel Molina               | Ferrari 296 GT3                         | 139   | + 9 Tours            |
| 29      | GTD     | 21  | AF Corse                                     | François Hériau Simon Mann Miguel Molina               | Ferrari F163 3,0 L V6 Turbo             | 139   | + 9 Tours            |
| 30      | GTD     | 13  | AWA                                          | Matthew Bell Orey Fidani (en) Lars Kern                | Corvette Z06 GT3.R                      | 139   | + 9 Tours            |
| 30      | GTD     | 13  | AWA                                          | Matthew Bell Orey Fidani (en) Lars Kern                | Chevrolet LT6 5,5 L V8 Atmo             | 139   | + 9 Tours            |
| 31      | GTD     | 86  | MDK Motorsports                              | Klaus Bachler Anders Fjordbach Kerong Li               | Porsche 911 GT3 R                       | 139   | + 9 Tours            |
| 31      | GTD     | 86  | MDK Motorsports                              | Klaus Bachler Anders Fjordbach Kerong Li               | Porsche M97/80 4,2 L Flat Six Atmo      | 139   | + 9 Tours            |
| 32      | GTD     | 023 | Triarsi Competizione                         | Alessio Rovera Charlie Scardina Onofrio Triarsi        | Ferrari 296 GT3                         | 139   | + 9 Tours            |
| 32      | GTD     | 023 | Triarsi Competizione                         | Alessio Rovera Charlie Scardina Onofrio Triarsi        | Ferrari F163 3,0 L V6 Turbo             | 139   | + 9 Tours            |
| 33      | GTD     | 43  | Andretti Autosport                           | Jarett Andretti (en) Gabby Chaves Scott Hargrove       | Porsche 911 GT3 R                       | 139   | + 9 Tours            |
| 33      | GTD     | 43  | Andretti Autosport                           | Jarett Andretti (en) Gabby Chaves Scott Hargrove       | Porsche M97/80 4,2 L Flat Six Atmo      | 139   | + 9 Tours            |
| 34      | GTD Pro | 4   | Corvette Racing par Pratt Miller Motorsports | Nicky Catsburg Tommy Milner                            | Corvette Z06 GT3.R                      | 139   | + 9 Tours            |
| 34      | GTD Pro | 4   | Corvette Racing par Pratt Miller Motorsports | Nicky Catsburg Tommy Milner                            | Chevrolet LT6 5,5 L V8 Atmo             | 139   | + 9 Tours            |
| 35      | GTD     | 32  | Korthoff Preston Motorsports                 | Mikaël Grenier Kenton Koch (en) Mike Skeen (en)        | Mercedes-AMG GT3 Evo                    | 139   | + 9 Tours            |
| 35      | GTD     | 32  | Korthoff Preston Motorsports                 | Mikaël Grenier Kenton Koch (en) Mike Skeen (en)        | Mercedes-Benz M159 6,2 L V8 Atmo        | 139   | + 9 Tours            |
| 36      | GTD Pro | 1   | Paul Miller Racing                           | Bryan Sellers Madison Snow Neil Verhagen (en)          | BMW M4 GT3                              | 139   | + 9 Tours            |
| 36      | GTD Pro | 1   | Paul Miller Racing                           | Bryan Sellers Madison Snow Neil Verhagen (en)          | BMW S58B30T0 3,0 L i6 M TwinPower Turbo | 139   | + 9 Tours            |
| 37      | GTD     | 45  | Wayne Taylor Racing avec Andretti            | Graham Doyle Danny Formal Kyle Marcelli (en)           | Lamborghini Huracán GT3 Evo 2           | 138   | + 10 Tours           |
| 37      | GTD     | 45  | Wayne Taylor Racing avec Andretti            | Graham Doyle Danny Formal Kyle Marcelli (en)           | Lamborghini DGF 5,2 L V10 Atmo          | 138   | + 10 Tours           |
| 38      | GTD     | 66  | Gradient Racing                              | Tatiana Calderón Stevan McAleer (en) Sheena Monk       | Acura NSX GT3 Evo22                     | 137   | + 11 Tours           |
| 38      | GTD     | 66  | Gradient Racing                              | Tatiana Calderón Stevan McAleer (en) Sheena Monk       | Acura JNC1 3,5 L V6 Turbo               | 137   | + 11 Tours           |
| 39 Abd. | GTP     | 10  | Wayne Taylor Racing avec Andretti            | Filipe Albuquerque Ricky Taylor                        | Acura ARX-06                            | 134   | Did Not Finish       |
| 39 Abd. | GTP     | 10  | Wayne Taylor Racing avec Andretti            | Filipe Albuquerque Ricky Taylor                        | Acura AR24e 2,4 L V6 Twin-Turbo         | 134   | Did Not Finish       |
| 40 Abd. | GTD Pro | 19  | Iron Lynx                                    | Jordan Pepper Franck Perera                            | Lamborghini Huracán GT3 Evo 2           | 131   | Did Not Finish       |
| 40 Abd. | GTD Pro | 19  | Iron Lynx                                    | Jordan Pepper Franck Perera                            | Lamborghini DGF 5,2 L V10 Atmo          | 131   | Did Not Finish       |
| 41 Abd. | LMP2    | 11  | TDS Racing                                   | Mikkel Jensen Hunter McElrea (en) Steven Thomas        | Oreca 07                                | 125   | Did Not Finish       |
| 41 Abd. | LMP2    | 11  | TDS Racing                                   | Mikkel Jensen Hunter McElrea (en) Steven Thomas        | Gibson GK428 4,2 L V8 Atmo              | 125   | Did Not Finish       |
| 42      | GTD Pro | 65  | Ford Multimatic Motorsports                  | Joey Hand Dirk Müller                                  | Ford Mustang GT3                        | 124   | + 24 Tours           |
| 42      | GTD Pro | 65  | Ford Multimatic Motorsports                  | Joey Hand Dirk Müller                                  | Ford Coyote 5,4 L V8 Atmo               | 124   | + 24 Tours           |
| 43 Abd. | LMP2    | 81  | DragonSpeed                                  | Rasmus Lindh (en) Eric Lux Nicolás Varrone (en)        | Oreca 07                                | 122   | Did Not Finish       |
| 43 Abd. | LMP2    | 81  | DragonSpeed                                  | Rasmus Lindh (en) Eric Lux Nicolás Varrone (en)        | Gibson GK428 4,2 L V8 Atmo              | 122   | Did Not Finish       |
| 44 Abd. | GTD Pro | 62  | Risi Competizione                            | Davide Rigon Daniel Serra                              | Ferrari 296 GT3                         | 122   | Did Not Finish       |
| 44 Abd. | GTD Pro | 62  | Risi Competizione                            | Davide Rigon Daniel Serra                              | Ferrari F163 3,0 L V6 Turbo             | 122   | Did Not Finish       |
| 45 Abd. | GTD     | 78  | Forte Racing (en)                            | Devlin DeFrancesco Misha Goikhberg Loris Spinelli (pl) | Lamborghini Huracán GT3 Evo 2           | 139   | Accident             |
| 45 Abd. | GTD     | 78  | Forte Racing (en)                            | Devlin DeFrancesco Misha Goikhberg Loris Spinelli (pl) | Lamborghini DGF 5,2 L V10 Atmo          | 139   | Accident             |
| 46 Abd. | GTP     | 63  | Lamborghini – Iron Lynx                      | Matteo Cairoli Andrea Caldarelli                       | Lamborghini SC63                        | 139   | Did Not Finish       |
| 46 Abd. | GTP     | 63  | Lamborghini – Iron Lynx                      | Matteo Cairoli Andrea Caldarelli                       | Lamborghini 3,8 L V8 Twin-Turbo         | 139   | Did Not Finish       |
| 47 Abd. | GTD     | 83  | Iron Dames                                   | Sarah Bovy Rahel Frey Michelle Gatting                 | Lamborghini Huracán GT3 Evo 2           | 139   | Accident             |
| 47 Abd. | GTD     | 83  | Iron Dames                                   | Sarah Bovy Rahel Frey Michelle Gatting                 | Lamborghini DGF 5,2 L V10 Atmo          | 139   | Accident             |
| 48 Abd. | GTD     | 27  | Heart of Racing Team                         | Roman De Angelis (en) Ian James Zacharie Robichon      | Aston Martin Vantage AMR GT3 Evo        | 139   | Accident             |
| 48 Abd. | GTD     | 27  | Heart of Racing Team                         | Roman De Angelis (en) Ian James Zacharie Robichon      | Aston Martin M177 4,0 L V8 Turbo        | 139   | Accident             |
| 49 Abd. | GTD     | 55  | Proton Competition                           | Ryan Hardwick Giammarco Levorato Corey Lewis           | Ford Mustang GT3                        | 139   | Accident             |
| 49 Abd. | GTD     | 55  | Proton Competition                           | Ryan Hardwick Giammarco Levorato Corey Lewis           | Ford Coyote 5,4 L V8 Atmo               | 139   | Accident             |
| 50 Abd. | LMP2    | 33  | Sean Creech Motorsport                       | João Barbosa Jonny Edgar Lance Willsey                 | Ligier JS P217                          | 65    | Accident             |
| 50 Abd. | LMP2    | 33  | Sean Creech Motorsport                       | João Barbosa Jonny Edgar Lance Willsey                 | Gibson GK428 4,2 L V8 Atmo              | 65    | Accident             |
| 51 Abd. | GTD     | 47  | Cetilar Racing                               | Antonio Fuoco Roberto Lacorte Giorgio Sernagiotto      | Ferrari 296 GT3                         | 15    | Accident             |
| 51 Abd. | GTD     | 47  | Cetilar Racing                               | Antonio Fuoco Roberto Lacorte Giorgio Sernagiotto      | Ferrari F163 3,0 L V6 Turbo             | 15    | Accident             |
| 52      | GTD     | 120 | Wright Motorsports                           | Adam Adelson Jan Heylen Elliott Skeer                  | Porsche 911 GT3 R                       | 139   | + 9 Tours            |
| 52      | GTD     | 120 | Wright Motorsports                           | Adam Adelson Jan Heylen Elliott Skeer                  | Porsche M97/80 4,2 L Flat Six Atmo      | 139   | + 9 Tours            |
| 53      | GTD     | 80  | Lone Star Racing                             | Rui Andrade Scott Andrews (de) Salih Yoluç             | Mercedes-AMG GT3 Evo                    | 139   | + 9 Tours            |
| 53      | GTD     | 80  | Lone Star Racing                             | Rui Andrade Scott Andrews (de) Salih Yoluç             | Mercedes-Benz M159 6,2 L V8 Atmo        | 139   | + 9 Tours            |
| 54      | GTD     | 70  | Inception Racing                             | Brendan Iribe Ollie Millroy Frederik Schandorff        | McLaren 720S GT3 Evo                    | 139   | + 9 Tours            |
| 54      | GTD     | 70  | Inception Racing                             | Brendan Iribe Ollie Millroy Frederik Schandorff        | McLaren M840T 4,0 l V8 Twin-Turbo       | 139   | + 9 Tours            |
| 55 Abd. | LMP2    | 18  | Era Motorsport                               | Ryan Dalziel Dwight Merriman Connor Zilisch (en)       | Oreca 07                                | 1     | Did Not Finish       |
| 55 Abd. | LMP2    | 18  | Era Motorsport                               | Ryan Dalziel Dwight Merriman Connor Zilisch (en)       | Gibson GK428 4,2 L V8 Atmo              | 1     | Did Not Finish       |
| 56      | LMP2    | 04  | CrowdStrike Racing par APR                   | Colin Braun George Kurtz Toby Sowery (en)              | Oreca 07                                | 147   | + 1 Tour             |
| 56      | LMP2    | 04  | CrowdStrike Racing par APR                   | Colin Braun George Kurtz Toby Sowery (en)              | Gibson GK428 4,2 L V8 Atmo              | 147   | + 1 Tour             |

## Pole position et record du tour
- Pole position :
- Meilleur tour en course :

## À noter
- Longueur du circuit : 3,4 mi
- Distance parcourue par les vainqueurs :  4